# Стаче (Елцький повіт)
Стаче (пол. Stacze, нім. Statzen) — село в Польщі, у гміні Каліново Елцького повіту Вармінсько-Мазурського воєводства.
Населення — 80 осіб (2011).
У 1975-1998 роках село належало до Сувальського воєводства.

## Демографія
Демографічна структура станом на 31 березня 2011 року:
|          | Загалом | Допрацездатний вік | Працездатний вік | Постпрацездатний вік |
| -------- | ------- | ------------------ | ---------------- | -------------------- |
| Чоловіки | 40      | 3                  | 34               | 3                    |
| Жінки    | 40      | 8                  | 19               | 13                   |
| Разом    | 80      | 11                 | 53               | 16                   |